# 아밀카르 카브랄

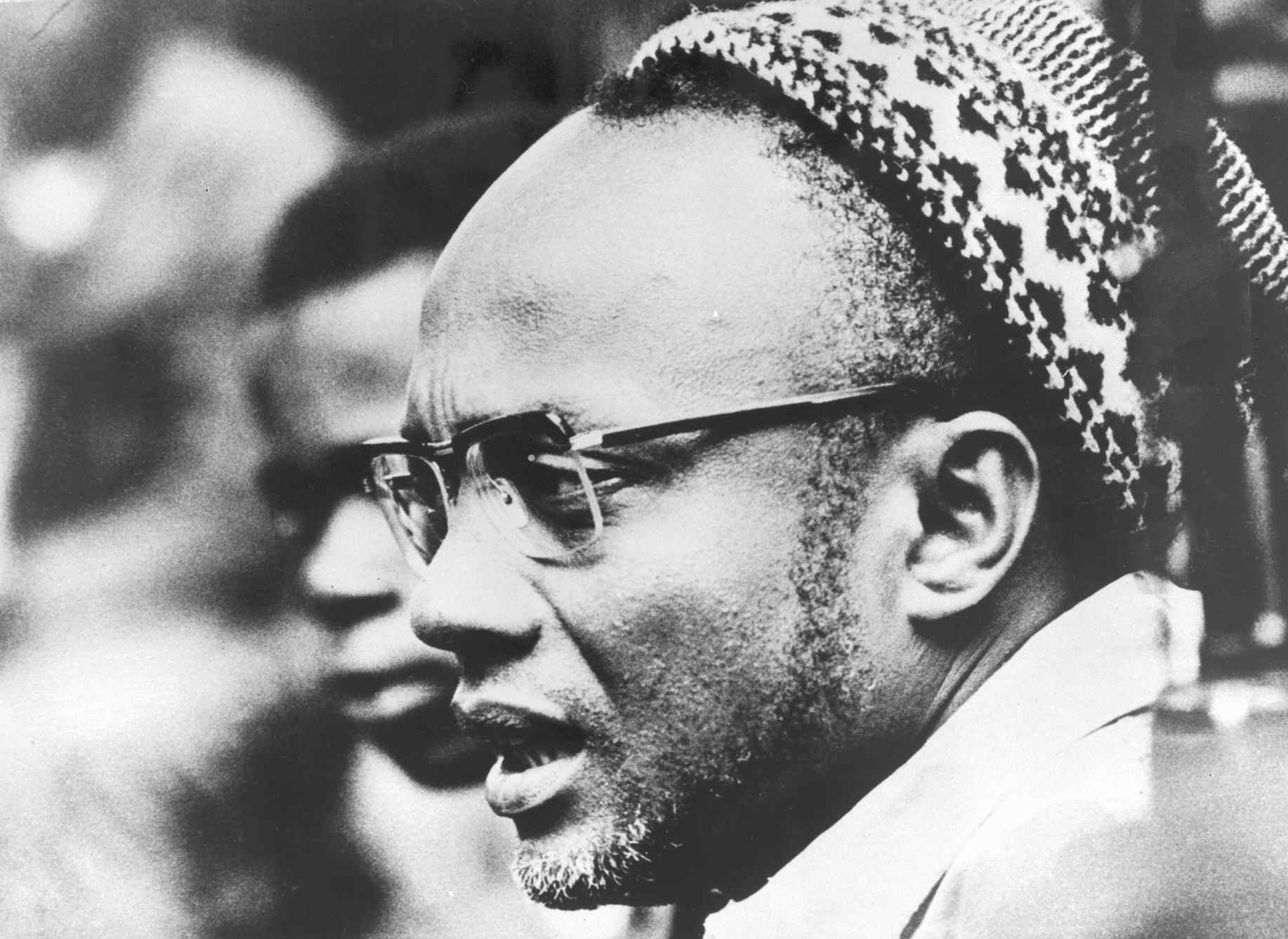

아밀카르 로페스 카브랄(포르투갈어: Amílcar Lopes Cabral, 1924년 9월 12일 ~ 1973년 1월 20일)은 기니비사우의 농업 기술자, 작가, 혁명가이다. 그의 동생인 루이스 카브랄은 훗날 기니비사우의 초대 대통령이 되었다.

## 일생
포르투갈령 기니의 바파타에서 교사의 아들로서 태어났다. 부모는 카보베르데 사람이었고 카보베르데에서 중학교를 마치고 1945년부터 포르투갈의 수도 리스본에서 농학을 배웠다. 그 시절 리스본 대학에서 앙골라 출신의 아고스티뉴 네투를 만나 아프리카 민족주의 운동을 시작했다.
1952년 마리아 엘레나 카브랄과 결혼한 이후 조국인 포르투갈령 기니로 돌아가 농업 기술자로서 일하였다. 하지만 독립 운동을 했다는 이유로 2년 후 앙골라로 추방당했다. 1956년 9월 19일 귀국하자마자 아프리카 독립당을 결성하였고 12월 아고스티노 네토와 함께 앙골라 인민 해방 운동을 창설하기 위해 노력했다.
초기의 독립 운동은 평화적으로 진행되었으나, 1959년 8월 3일 포르투갈군이 비사우의 항구에서 일하였던 파업 근로자들을 탄압하면서 무력으로 대항하기 시작했다. 1960년 10월 아프리카 독립당을 발전시켜 카보베르데 기니비사우 독립 아프리카당을 결성하였다.
1963년, 카브랄은 기니비사우-카보베르데 아프리카 독립당의 우두머리가 되었고, 포르투갈과의 항쟁을 시작했고 후에 카브랄은 실질적인 지도자가 되었다.
1972년 아프리카 국가들의 독립을 위해 인민 의회를 창설하였으나, 이듬해 기니의 수도인 코나크리에서 포르투갈의 지원을 받은 한 사람에 의해 암살당했다.
카보베르데의 아밀카르 카브랄 국제공항과 서아프리카의 축구 대회인 아밀카르 카브랄 컵 역시 그의 이름에서 유래한 것이다.

## 저작권 및 참고 문헌
- アミルカル・カブラル/白石顕二、正木爽、岸和田仁訳 『アフリカ革命と文化』 亜紀書房、1980年10月。